# La bestia bajo el asfalto 2
Alligator 2: The Mutation (conocida en España como La bestia bajo el asfalto 2) es una película de terror estadounidense de 1991, dirigida por Jon Hess y protagonizada por Dee Wallace, Joseph Bologna, Richard Lynch y Steve Railsback. Es la secuela de la película Alligator (película).

## Sinopsis
Algo está matando a la gente en los subterráneos de la ciudad. Un oficial de policía cree que es un gran caimán, pero nadie le cree. Por este motivo, se pondrá manos a la obra para capturar él mismo al animal.

## Reparto
- Joseph Bologna   	 ...  	David Hodges
- Dee Wallace 	... 	Christine Hodges
- Richard Lynch 	... 	Hawk Hawkins
- Woody Brown 	... 	Rich Harmon
- Holly Gagnier 	... 	Sheri Anderson
- Bill Daily 	... 	Alcalde Anderson
- Steve Railsback 	... 	Vincent 'Vinnie' Brown
- Brock Peters 	... 	Jefe Speed
- Tim Eyster 	... 	J.J. Hodges
- Voyo Goric 	... 	Carmen